# Славянско благотворително дружество
 Тази статия е за благотворителната организация в Търново.  За благотворителната организация, създадена със същото име в София, вижте Славянско благотворително дружество (София).  
Славянското благотворително дружество в Търново е основано за подпомагане руските войски и оказване на грижи за бежанците.
През Възраждането в България се заражда инициативата за създаване на дружества, общества и комитети, които поемат инициативата за събиране на средства за пострадалите от войната и общо подпомагане на опълченците и руските войски. По правило те работят на доброволни начала, залагат на демократични принципи на ръководство, опират се на широки слоеве от населението.
Инициативата за основаване на такова дружество в Търново е на Любен Каравелов. Предполага се, че идеята се заражда в хана на Бела Бона, където се отбиват Георги Живков /кмет на Търново към 1877/, княз Наришкин, д-р Стат Антонов, Стефан Стамболов, Цани Гинчев, Жоржо Момчев, Добри Ганчев.
Славянско благотворително дружество е основано на 17 август 1877 г. в Търново. В Протокол №1 е записано: „Ний, долуподписаните, като взехме предвид злощастното положение на пострадалите наши братякакто отвъд Балкана, така и отсам, решихме да съставим едно Благотворително дружество, целта на което ще бъде да се подпомага колкото е възможно на тези пострадали. За да се събере необходимата за това помощ, всеки член от това благотворително Дружество ще внесе...“
Подписите, които следват са много и това показва огромния интерес и желание да се оказва подпомагане на изпадналите в беда. Сред повечето от 60 подписа фигурират тези на Любен Каравелов, Стефан Стамболов, Цани Гинчев, Жоржо Момчев, Добри Ганчев, Георги Живков, д-р Стат Антонов, Иван Гюзелев, д-р Хаканов, Илия Шиваров, д-р Васил Берон, Георги Смилов, Марко Балабанов, арх. Стефан х. Радков и др.
На 21 август 1877 г. е проведено второ събрание. Под председателството на Марко Балабанов с „тайно гласоподаване“ е избран Управителен съвет:
1. Арх. Стефан
2. Стат Антонов
3. Г. Хаканов
4. Л. Каравелов
5. Ж. Момчев
6. П. Бояджиев
7. Ц. Гичев
8. Хаджи Тодор
9. Ив. Гюзелев
Съставен и одобрен е Уставът на дружеството. Приуритетите, заложени в него са:
- Да помага на сирачетата, останали от пострадалите българи;
- Да помага на бедни жени от пострадалите във време на войната;
- Да помага на болните и ранените;
- Да събира изобщо средства за постигане на горепосочените цели."

По това време улиците на Търново, Лясковец и Горна Оряховица са били задръстени от бежанци, затова членовете на дружеството се събират за трети път на 23 август 1877 г. Вземат решение заседанията да се провеждат всеки четвъртък.
Дейността им е чисто практическа, но наред с нея те събират средства за закупуване на 1000 пушки за въоръжаване на българското опълчение.
В Петропавловски манастир е устроено сиропиталище, материално оборудвано със средства от дружеството. За негов директор е назаначен Добри Войников.
Последният запазен документ на Дружеството е „Протокол 18“ от 25 март 1878 г. с подписа на Любен Каравелов.
Дружеството е възникнало от спонтанната нужда по време на войната, съсредоточило част от гражданската активност на търновското общество през 1877 – 1878 г. След приключване на Руско-турската война дейността на Дружеството е прекратена, а бежанците се прибират по родните си места.